# Alfred Havlicek
Alfred Havlicek (* 22. Jänner 1940 in Stockerau; † 9. Jänner 2018 in Linz) war ein österreichischer Einsatzpilot, Fotograf und Buchautor.

## Leben
Alfred Havlicek erlernte den Beruf des Gießers, wechselte danach zum Bundesheer, wo er die Pilotenausbildung für Hubschrauberführer und zum Einsatzpiloten absolvierte. Die Matura machte er 1964.
Durch seinen Beruf kam er auch zur Luftbildfotografie, die besonders in Hubschraubern durch die Vibrationen und Bewegungen erschwerte Bedingungen gegenüber den Luftbildern aus Flächenflugzeugen darstellen.
Mit seinen Fotos gewann er auch Bewerbe. In Finnland gewann er die erste FIAP-Goldmedaille. Im Jahr 1996 wurde er österreichischer Staatsmeister.
Die Tätigkeit als Einsatzpilot in den Zentralalpen von Ost nach West und in allen Bundesländern gab Havlicek die Möglichkeit, die Schönheiten und Besonderheiten der Landschaften, Städte und Orte fotografisch festzuhalten. Bei Fotoausstellungen war er fünf Jahre hindurch unter den 25 weltbesten Ausstellungsfotografen.
Im Jahr 1976 war er auch auf UN-Mission in Syrien.
Alfred Havlicek heiratete 1961 seine Frau Anna und hat einen Sohn und drei Enkel.

## Publikationen
- Oberösterreich in einzigartigen Flugaufnahmen. Luftfotoband, Mit einem Essay von Christoph Wagner, Landesverlag, Linz 1988, ISBN 3-85214-498-1.
- mit Gerd Betz: Österreich ganz nah. Flugbilder schönster Landschaften. Luftbildband, deutsch und englisch, Fotos von Alfred Havlicek und Hans Steiger, Steiger, Landsberg/Lech 1994, ISBN 3-85423-115-6.
- Österreich mit den Augen des Adlers, 2001 ISBN 978-3222128486
- mit Horst Friedrich Mayer: Wien. Mit den Augen des Adlers. Luftbildband, Styria, Graz 2002, ISBN 3-222-12848-0.
- mit Johannes Sachslehner: Wien – Vienna – Im Flug über die Stadt. Luftbildband, deutsch und englisch, Pichler, Wien 2006, ISBN 3-85431-413-2.
- mit Reinhold Gruber: Oberösterreich. Mit den Augen des Adlers. Luftbildband, Ed. Oberösterreich, Wien 2008, ISBN 978-3-7012-0043-6.

## Auszeichnungen
Auswahl:
- 1974: Tiroler Lebensrettungsmedaille
- 1975: Verdienstmedaille des Landes Tirol
- 1975: Goldene Medaille am roten Bande für Verdienste um die Republik Österreich
- 1975: Alpenvereinsehrenzeichen für Rettung aus Bergnot unter Einsatz des eigenen Leben (Das „Grüne Kreuz“)
- 1989: Titel „Konsulent der OÖ Landesregierung“